# Stora Lonoks
Stora Lonoks är en sjö i Kyrkslätts kommun i Finland.   Den ligger i landskapet Nyland, i den södra delen av landet, 30 km väster om huvudstaden Helsingfors. Stora Lonoks ligger 42 meter över havet. I omgivningarna runt Stora Lonoks växer i huvudsak barrskog. Arean är 47,7 hektar och strandlinjen är 3,53 kilometer lång. Sjön  ingår i Sjundeå å huvudavrinningsområde. 